# Yitzhak Vaknin
Yitzhak Vaknin (hébreu : יצחק וקנין), né le 12 mai 1958 en Israël, est un homme politique israélien, membre de la Knesset pour le parti ultra-orthodoxe Shas.

## Biographie
De 1982 et 1987, il travaille comme secrétaire de la colonie Gornot HaGalil. En 1988, il devient président de la commission des Ya'ara, poste qu'il a occupé jusqu'en 1996. De 1988 et 1993, il sert comme secrétaire au Conseil régional Ma'ale Yosef, et de 1993 à 1996 à la tête de son conseil religieux.
Il est élu à la Knesset en 1996. Il conserve son siège aux élections de 1999, et est nommé sous-ministre des Communications le 5 août 1999, un poste qu'il occupe jusqu'au 11 juillet 2000. Le 2 mai 2001, il est nommé sous-ministre du Travail et des Affaires sociales. Il a quitté son poste le 20 mai 2002, qu'il a repris le 3 juin 2002.